# Wojciech (staw)
Wojciech – jezioro w Augustowie w woj. podlaskim.
Według spisu wód stojących, opracowanego przez Komisję Nazw Miejscowości i Obiektów Fizjograficznych, obiekt nosi nazwę Wojciech i jest kwalifikowany jako staw. W innych publikacjach spotykana jest też nazwa Staw Wojciechowski. W przeszłości nosił nazwę Królewek od zniekształconego jaćwieskiego słowa oznaczającego kręte.
Wojciech leży na Suwalszczyźnie w obrębie Równiny Augustowskiej (będącej częścią Pojezierza Litewskiego) na wysokości 121,8 m n.p.m. Jezioro ma powierzchnię 22,6 ha. Jego wymiary to 1,45 x 0,25 km. Głębokość maksymalna wynosi 3,1 m, zaś średnia 1,3 m. Długość linii brzegowej to 3,8 km. Objętość jeziora: 300 tys. m³. Współczynnik rozwinięcia linii brzegowej wynosi 2,26, zaś wskaźnik odsłonięcia 17,4. Wojciech jest jeziorem rynnowym. Akwen otaczają lasy Puszczy Augustowskiej.
Jezioro znajduje się w północno-wschodniej części Augustowa, również nazywanej Wojciech, ok. 7 km od centrum miasta. Poprzez ciek wodny o nazwie Królówka łączy się z Jeziorem Białym Augustowskim. Wyróżniane są w nim trzy tonie: Do Fryca, Do Zbieraja, Wądołek. Ok. 1912 zostało oddzielone od Stawu Studzieniczańskiego groblą, po której przeprowadzono szosę z Augustowa do Sejn (obecnie droga krajowa nr 16).